# Kaseta (album)
Kaseta – czwarty album zespołu Kult, wydany w 1989.
Zawiera materiał rockowy, z wyraziście naznaczoną sekcją rytmiczną i partiami gitary prowadzącej zagranej przez Rafała Kwaśniewskiego. Kazik Staszewski w tekstach często wracał do tematu pobytu w Londynie (Oni chcą ciebie, Londyn). Najbardziej rozpoznawalne piosenki z albumu to Po co wolność i Czekając na królestwo J.H.W.H..
W 1995 wytwórnia S.P. Records wydała wznowienia albumu na kasecie i po raz pierwszy na płycie kompaktowej, na której dograno bonusowy utwór – cover Lipcowy poranek (July Morning Kena Hensleya).

## Lista utworów
1. "Oni chcą ciebie" (K. Staszewski / R. Kwaśniewski) – 5:37
2. "Londyn" (K. Staszewski / P. Falkowski) – 5:01
3. "Kwaska" (K. Staszewski / R. Kwaśniewski) – 3:43
4. "Fali" (K. Staszewski / P. Falkowski) – 7:39
5. "Dzieci wiedzą lepiej" (K. Staszewski / I. Wereński) – 3:06
6. "Jaką cenę możesz zapłacić" (K. Staszewski / J. Grudziński) – 3:29
7. "Tut" (K. Staszewski / J. Grudziński) – 3:17
8. "Czekając na królestwo J.H.W.H." (K. Staszewski / I. Wereński) – 6:10
9. "Po co wolność" (K. Staszewski) – 3:30
10. "Lipcowy poranek"[a] (z repertuaru Uriah Heep) – 9:10

## Wykonawcy
- Kazik Staszewski – śpiew
- Janusz Grudziński – instrumenty klawiszowe, gitara
- Ireneusz Wereński – gitara basowa
- Rafał Kwaśniewski – śpiew, gitara
- Piotr Falkowski – śpiew, gitara, perkusja

Gościnnie
- Krzysztof Banasik – waltornia[3]
- Paweł Jordan – saksofon
- Roman Kozak – puzon
- Robert Sadowski – gitara